# Ophiopyrgus wyvillethomsoni
Ophiopyrgus wyvillethomsoni är en ormstjärneart som beskrevs av George Richard Lyman 1878. Ophiopyrgus wyvillethomsoni ingår i släktet Ophiopyrgus och familjen fransormstjärnor. Inga underarter finns listade i Catalogue of Life.